# Финал на Световното първенство по футбол 1998
Финалът на Световно първенство по футбол 1998 се проведе на стадион Стад дьо Франс, Сен Дени, Франция. Франция спечели Световната купа срещу Бразилия. Франция печели първата си Световната купа.

## Мачът
| 12 юли 1998 21:00 |

| Бразилия | 0 – 3    | Франция                     |
| -------- | -------- | --------------------------- |
|          | (Доклад) | Зидан 27', 45+1' Пети 90+3' |

| Стад дьо Франс Сен Дени 80 000 зрители Съдия: Саид Белкола Мароко |

| Световно първенсто по футбол 1998 Победител |
| ------------------------------------------- |
| Франция                                     |
| Франция Първа Титла                         |